# Фистбол
Фистбол је популаран тимски спорт, игра која се игра на травнатом терену (величине 50 × 20 метара) подељеном на пола мрежом или траком, у којој се две екипе налазе на супротним странама мрежа пребацује лопту преко ње, обично рукама, са циљем да се спусти на противничку половину и спречи да лопта више пута додирне лопту на својој половини терена. Играчи имају право да дозволе до 3 додира лопте рукама и један додир лопте са тлом, а након сваког ударца или додавања (у једном поену). Игра се до победе у пет сетова, сваки сет се игра на 11 поена.
Аналог лоптице шаком први пут се помиње у једном од говора римског цара Гордијана III 240. године, прва званична правила игре објављена су у Италији 1555. године, због чега се игра понекад назива и „италијански роундерс“.

## Правила
Такмичења у фистболу се обично одржавају на отвореном, ређе у салама. Игра се на терену димензија 20 пута 50 метара, подељеном на пола белом линијом ширине 6 центиметара, изнад које је затегнута трака или мрежа на висини од 2 метра. На удаљености од три метра од мреже на терену, повлаче се по 2 линије на свакој половини терена. Лопта за игру је израђена од коже, максималног обима 68 центиметара, тежине 380 грама, надувана на 0,75 бара. Игра се до победе у пет сетова, сваки сет се игра на 11 поена (слично одбојкашким правилима).

## Такмичења
Главно међународно такмичење у фистболу је Светско првенство које се одржава сваке четири године. Прво светско првенство међу мушкарцима одржано је 1958. године у Аустрији, први светски прваци били су атлетичари западнонемачког тима. Прво Светско првенство за жене одржано је 1994. у Аргентини, а прве шампионке су постале немачке атлетичарке. Водеће позиције и међу мушким и женским тимовима држе Аустрија, Бразил и Немачка.
Актуелни светски прваци, како код мушкараца (2017), тако и код жена (2018), су репрезентације Немачке.